# Chilia melanura
Chilia melanura é uma espécie de ave da família Furnariidae. É a única espécie do género Chilia.
É endémica do Chile.
Os seus habitats naturais são: matagal árido tropical ou subtropical e matagal tropical ou subtropical de alta altitude.